# The Dark Saga
The Dark Saga è un album della band power metal Iced Earth. Basato sul fumetto Spawn di Todd McFarlane, il disco, pubblicato nel 1996, racconta la storia di un uomo che ha venduto la sua anima al diavolo per ritornare dal suo amore sulla terra. Avvenuto ciò, scopre che la ragazza si è sposata con il suo migliore amico e si ritrova perciò solo e in preda a forze oscure.

## Tracce
Testi e musiche di Jon Schaffer, tranne dove segnalato.
1. Dark Saga – 3:43
2. I Died for You – 3:47
3. Violate – 3:38
4. The Hunter – 3:55
5. The Last Laugh – 3:47 (testo: Matt Barlow – musica: Schaffer, Randall Shawver)
6. Depths of Hell – 3:02 (testo: Al Simmons – musica: Shaffer, Shawver)
7. Vengeance is Mine – 4:22 (testo: Barlow – musica: Schaffer, Shawver)
8. Scarred – 5:54 (musica: Schaffer, Shawver)
9. Slave to the Dark – 4:03
10. A Question of Heaven – 7:40

Durata totale: 43:51

## Formazione
- Matthew Barlow - voce
- Randall Shawver - chitarra
- Jon Schaffer - chitarra
- Dave Abell - basso
- Brent Smedley - batteria